# Niviventer huang
Niviventer huang — вид пацюків (Rattini), що живе в Китаї.

## Таксономічні примітки
Відокремлений від N. fulvescens і раніше включав N. mekongis.